# Rhinodoras
Rhinodoras is een geslacht van straalvinnige vissen uit de familie van de doornmeervallen (Doradidae).

## Soorten
- Rhinodoras armbrusteri Sabaj Pérez, 2008
- Rhinodoras boehlkei Glodek, Whitmire & Orcés V., 1976
- Rhinodoras dorbignyi (Kner, 1855)
- Rhinodoras gallagheri Sabaj Pérez, Taphorn & Castillo G., 2008
- Rhinodoras thomersoni Taphorn & Lilyestrom, 1984